# Harmath Imre (író)
Harmath Imre, névváltozat: Hartmann, született: Hoffmann Imre (Budapest, 1890. július 23. – Budapest, 1940. szeptember 16.) színpadi szerző.

## Életútja
Hoffmann Henrik (1849–1902) vendéglős és Klopstock Cecília (1856–1902) fiaként született zsidó családban. Kereskedelmi iskoláinak befejeztével színésznek készült, Rákosi Szidi színésziskoláját végezte el 1911-ben. Ekkor egy vizsgaelőadáson, a Faustban Mefisztót játszotta, mely után Beöthy László a Magyar Színházhoz szerződtette. Már növendék korában verselgetett a Király Színház részére, és azóta apró kabaré-versekkel látta el a fővárosi színészeket, írt számos kuplét, műdalt. 1917. május 13-án Budapesten megházasodott, első felesége Hatás Etel volt. Ezt a házasságot 1928 decemberében felbontották.
1929. február 4-én Budapesten, az Erzsébetvárosban házasságra lépett Szokolay Olly színésznővel. Halotti anyakönyvi bejegyzésében a foglalkozás rovatában a következő szerepel: gyalogos (író). Halálozásának oka általános szepszis következtében létrejött szívizomgyulladás. Házastársaként a Szokolai Oli nevet írták be, az író neve Harmat Imre (tehát hivatalosan is nevet változtatott). Utolsó lakhelye: VI. kerület Benczúr utca 33.

## Színművei
- Fogadjunk!, operett 2 felvonásban. Bem. 1916. július 21. Budai Színkör. Zen. szerz. Budai Dénes
- Pillangófőhadnagy, operett 3 felvonásban Társszerzők: Martos Ferenc és Komjáthy Károly. Bem. 1918. jún. 7. Király Színház. 200-ik előadása 1920. március 12. Újra 1926. máj. 22.
- Luna asszony. operett. Zenéjét szerezte: Paul Lincke. Bemutató: 1920. július 21. Fővárosi Operettszínház
- Postás Katica, operett 4 felvonásban. Zenéjét szerezte: Zerkovitz Béla. Bem. 1924. dec. 19. Blaha Lujza Színház
- A császárnő apródja, operett 3 felvonásban. Társsz. Faragó Jenő. Zen. szerz. Buttykay Ákos. Bem. 1925. márc. 24. Király Színház
- A meztelen Pest, énekes táncos revü 12 képben. Társsz. Feld Mátyás. Zen. szerz. Lajtai Lajos és Radó József. Bem. 1925. június 27. Budapesti Színház
- Az alvó feleség, énekes táncos-bohózat 4 felvonásban. Társsz. Feld Mátyás. Zen. szerz. Lajtai Lajos. Bem. 1926. júl. 13. Budapesti Színház
- Ki a Tisza vizét issza, operett 3 felvonásban. Zen. szerz. Budai Dénes. Bem. 1926. szept. 3. Kisfaludy Színház
- Zene-bona, operett 3 felvonásban. Társsz. zene Ábrahám Pál, ill. külföldi slágerek áthangszerelve, librettó Bródy István és Lakatos László. Bem. 1928. márc. 2. Fővárosi Operettszínház
- Az Utolsó Verebély-lány, operett 3 felvonásban. Drégely Gábor A kisasszony férje c. vj.-ból. Zen. szerz. Ábrahám Pál. Bem. 1928. okt. 13. Fővárosi Operettszínház
- Aranypáva, beszélőfilm-operett 3 felvonásban, 5 képben. Társszerző Békeffi László. Zen. szerz. Neszmélyi Béla. Bem. 1929. ápr. 20. Városi Színház
- Kikelet-ucca 3., operett 3 felvonásban. Társsz. librettó Bródy István. Zeneszerző: Kemény Egon. Bem. 1929. ápr. 27. Fővárosi Operettszínház
- Szökik az asszony, operett 3 felvonásban, 5 képben. Zen. szerz. Brodszky Miklós. Szöv. írta Kardos Andor. Bem. 1929. jún. 14. Budai Színkör. 100-adszor (a Városi Színházban): szept. 13. 150-edszer: nov. 15.
- 32-es baka vagyok én, egy beszélő filmfelvétel története 22 énekes-táncos, látványos revűképben. Zen. szerz. Ábrahám Pál, Bachmann Károly, Békéssy Lajos, Brodszky Miklós, Eisemann Mihály, Erdőssy László, Fényes Szabolcs, Garai Imre, Kemény Egon és Szekeres Ferenc. Bem. 1929. aug. 21. uo., Nyári Operettszínház
- A biarritzi Vénusz, operett 3 felvonásban, 6 képben. Társsz. Kardos Andor és Szenkár Dezső. 1930. jan. 30. Városi Színház
- A csúnya lány, énekes-táncos vj. 3 felvonásban, 4 képben. Társsz. librettó Vadnay László és zene Márkus Alfréd. 1930. febr. 7. Fővárosi Művész Színház
- Viktória, operett 3 felvonásban. Társsz. zene szerz. Ábrahám Pál és librettó Földes Imre. 1930. febr. 21. Király Színház
- Maya, revüoperett, 1931 (zeneszerző: Fényes Szabolcs)
- Hawaii rózsája, operett, 3 felvonásban, Társszerző. Zenéjét szerezte: Ábrahám Pál. Librettó: Földes Imre, Alfred Grünwald, dalszövegek: Fritz Löhner-Beda, Lipcse, 1931. július 24. Neues Theater
- 3:1 a szerelem javára, operett; társsz.: zeneszerz. Ábrahám Pál, szövegkönyv: Szilágyi László, Kellér Dezső, 1936. december 18. Budapest, Royal Színház
- Júlia, operett Társsz. Zenéjét szerezte: Ábrahám Pál, librettó Földes Imre, 1937. december 23., Budapest, Városi Színház
- Fehér hattyú operett, társszerző. Zenéjét szerezte: Ábrahám Pál, librettó Földes Imre, 1938. december 23., Budapest, Városi Színház

## Fővárosi Operettszínház
- Kemény Egon – Bródy István – Harmath Imre: „Kikelet ucca 3” (1929) Pesti operett 3 felvonásban, nagyoperett. Bemutató: Fővárosi Operettszínház (ma: Budapesti Operettszínház), 1929. április 27. Főszereplők: Somogyi Erzsi, Eggerth Márta, Fejes Teri, Kertész Dezső, Sarkadi Aladár, Halmay Tibor, Kabos Gyula, Szirmai Imre. Rendező: Szabolcs Ernő Karmester: Ábrahám Pál. Díszlet: Gara Zoltán. Ruhatervező: Váradi Tihamér. Jelmez: Berkovits Andor. A táncokat betanította: Rott Ferenc.

## Kassai Nemzeti Színház
- Kemény Egon – Bródy István – Harmath Imre: „Kikelet ucca 3.” Bemutató a Kassai Nemzeti Színházban 1929. október 12. Fő szerepekben: Fülöp Sándor, Jeney János, Várady Pál, Farkas Pál, Szigethy Irén, Elek Ica, Kálmán Manci, Szántó Jenő, Némety Zoltán, Simon Marcsa. Rendező: Szántó Jenő. Karnagy: Fischer Károly. Díszlet: Ütő Endre. A nyitányt Kemény Egon vezényelte.

## Fordításai
- A bálkirálynő, operett 3 felvonásban. Írták Jakobsohn és Bodanszki. Zen. szerz. Strauss Oszkár. Bem. 1921. jan. 29. Revűszínház.
- Szegény Jonathán, operett 3 felv. Irta Hugó Wittmann és Julius Bauer. Zen. szerz. Millöcker Károly. Bem. 1924. máj. 31. Fővárosi Operett Színház
- Dolly, operett 3 felv. Irta Arnold és Bach. Zen. szerz. Hirsch Hugo. Bem. 1925. ápr. 18. Városi Színház
- Az ártatlan özvegy, operett 3 felv. Írta Gavault és Charvey eszméje után. Zen. szerz. Lajtai Lajos. Bem. 1925. dec. 25. Városi Színház
- Rose Marie, operett 2 felv. Szöv. írták Ottó Harbach és Oscar Hammerstein. Ford. Stella Adorján. (Verseit írta Harmath Imre.) Zenéjét szerz. Rudolf Friml és Herbert Stothart. Bem. 1928. márc. 31. Király Színház
- Mersz-e Mary?, angol operett 3 felv. 9 képben. Szövegét írták J. Leighton és Yves Mirande. (Verseit írta Harmath Imre.) Ford. Stella Adorján. Zen. szerz. Vincent Youmans és Irving Caesar. Bem. 1928. ápr. 8. Király Színház
- Yes, operett 3 felv. írták Pierre Soulaine és René Pujol. Ford. Stella Adorján. (Verseit írta Harmath Imre.) Zen. szerz. Maurice Yvain. Bem. 1928. máj. 18. Magyar Színház
- Lulu, operett 3 felv. Írta Serge Veber. Zen. szerz. Philippe Parés és Georges Parys. Ford. Stella Adorján. (A dalok szövegét írta Harmath Imre.) Bem. 1928. szept. 5. Fővárosi Operett Színház
- Nizzai éjszaka, amerikai víg operett 3 felv. Írta dr. Herzer Ludwig. Zen. szerz. Edwars Georges. Bem. 1928. okt. 6. Városi Színház
- Szeretem a feleségem, zenés vj. 3 felv. Birabeau és Dolley fr. vígjátékírók Fille et la Gargon c. munkája nyomán. Bem. Ábrahám Pál zenéjével és Stella Adorján szövegével 1929. jún. 15. Magyar Színház
- Strandszerelem, énekes boh. 3 felv. Írta Arnold és Bach. Zenéjét angol zeneszerzők írták. Bem. 1929. júl. 10. Nyári Operett Színház (Angol-park. A Fővárosi Operett Színház társulata.)

## Kötetei
- Éljen ő!; in: Kulissza-könyvtár, II.; Lukács, Budapest, 1922 (Kulissza-könyvtár)
- Kabaré-mókák; többekkel; Tolnai, Budapest, 1924 (Gyémánt könyvek)
- Lali. Viharos történet a békés Budapestről; Nova, Budapest, 1937

## Kemény Egon – Harmath Imre szerzőpár modern táncai
A Ma éjjel című CD-n megjelent: 
- Kemény Egon – Harmath Imre: Honolulu Lulu (1927, charleston), Dénes Oszkár; Érczkövy László
- Kemény Egon – Harmath Imre: Malvin (1927, charleston), Vig Miklós, Schachmeister Efim tánczenekara
- Kemény Egon – Harmath Imre: Sokadika van (1928, foxtrott), Érczkövy László
- Kemény Egon – Harmath Imre: Békebeli bakanóta (1928, charleston), Érczkövy László, a Városi színház tagja
- Kemény Egon – Harmath Imre: Hej, Kikelet ucca 3! (1929, foxtrott), Vig Miklós, Schachmeister Efim tánczenekara
- Kemény Egon – Harmath Imre: Nekem nem kell szerelem (1929, slowfox), Vig Miklós, Schachmeister Efim tánczenekara
- Kemény Egon – Harmath Imre: Konstantinápoly (1929, foxtrott), Vig Miklós, Schachmeister Efim tánczenekara
- Kemény Egon – Harmath Imre: Feketeszemű kis párom (1929, blues), Vig Miklós, Schachmeister Efim tánczenekara
- Kemény Egon – Harmath Imre: Pici piros, kicsi csókos szája (1929, slowfox), Vígh Miklós, Schachmeister Efim tánczenekara
- Kemény Egon – Harmath Imre: Ritka madár a szerelem (1935, angol keringő), Dél Tommy, His Master’s Voice; Sebő Miklós, Domina tánczenekar
- Kemény Egon – Harmath Imre: Egyetlen szerelmesem (1936, tangó dal), Szedő Miklós, dr. Damith-Mándits zenekar
- Kemény Egon – Harmath Imre: Légy életem és halálom (1937, tangó dal), Szedő Miklós, dr. Komor Géza Pátria Tánc-Zenekar

További közös szerzemények:
- Kemény Egon - Harmath Imre: Szerettelek (tangódal, 1927)
- Kemény Egon - Harmath Imre: Szeretlek-e még? (tangódal, 1927)
- Kemény Egon - Harmath Imre: III. Stux (foxtrot, 1927)
- Kemény Egon - Harmath Imre: Csússzunk egyet nyuszikám (foxtrot, 1928)
- Kemény Egon - Harmath Imre: Barátom, a Kelemen (foxtrot, 1928)
- Kemény Egon - Harmath Imre: Dr. Csongorády (foxtrot, 1928)
- Kemény Egon - Harmath Imre: Most más a párja (tangódal, 1929)
- Kemény Egon - Harmath Imre: Aranypohár a napsugár (angolkeringő, 1936)

## Diszkográfia
- Kemény Egon: Ma éjjel CD (Válogatás az Országos Széchényi Könyvtár Kemény Egon-gramofonfelvételeiből 1927-1947) Szerenád Média Kft., 2019. www.kemenyegon.hu